# ジョージ・ケイブルス
ジョージ・ケイブルス（George Cables、1944年11月14日 - ）は、アメリカのジャズ・ピアニスト、作曲家である。

## 略歴

### 生い立ち
ケイブルスはアメリカ合衆国ニューヨークで生まれた。当初、母親からピアノを教えられていた。その後、舞台芸術高校で学び、後にマネス音楽大学で学んだ（1963年–1965年）。18歳でジャズ・サマリタンズ (Jazz Samaritans)を結成し、そのバンドにはビリー・コブハム、スティーヴ・グロスマン、クリント・ヒューストンが在籍していた。初期のケイブルスのピアノに影響を与えたのは、セロニアス・モンクとハービー・ハンコックであった。

### その後の人生とキャリア
ケイブルスは、アート・ブレイキー、ソニー・ロリンズ、デクスター・ゴードン、アート・ペッパー、ジョー・ヘンダーソン、およびその他の定評あるジャズ・ミュージシャンたちと共演している。
自身のレコードには、フレディ・ハバードとの『ケイブルス・ヴィジョン』（1980年）などがある。1983年から、ケイブルスは「Bebop & Beyond」というプロジェクトで演奏するようになった。1980年代後半に脱退し、1998年に再び参加するようになったが、その前の1990年代初頭に出された2枚のアルバムにもゲストという形で登場している。

## ディスコグラフィ

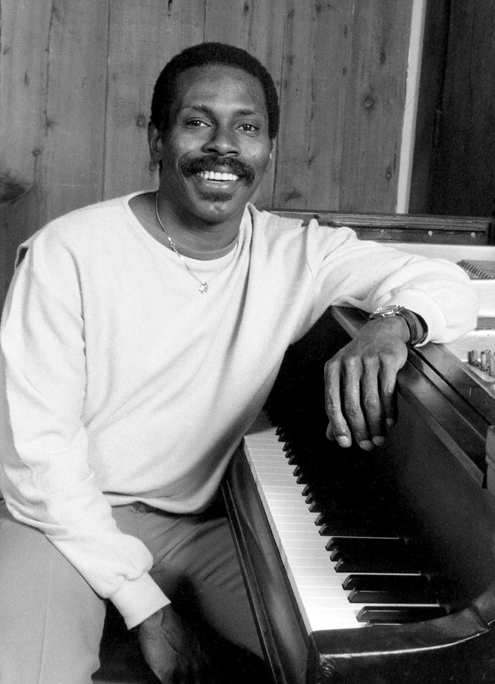
ジョージ・ケイブルス（1984年）

### リーダー・アルバム
- 『ホワイノット』 - Why Not (1975年、Trio Records)
- 『ケイブルス・ヴィジョン』 - Cables' Vision (1980年、Contemporary)
- Someday (1982年、M & K Realtime) ※with ジョー・ファレル、ジョン・デンツ、トニー・デュマス
- 『ゴーイン・ホーム』 - Goin' Home (1982年、Galaxy) ※with アート・ペッパー
- 『ダーン・ザット・ドリーム』 - Darn That Dream (1983年、RealTime) ※with アート・ペッパー、ジョー・ファレル
- 『テテ・ア・テテ』 - Tête-À-Tête (1983年、Galaxy) ※with アート・ペッパー
- Phantom Of The City (1985年、Contemporary)
- Nights At The Keystone (1985年、Blue Note) ※with デクスター・ゴードン、ルーファス・リード、エディ・グラッデン
- Circle (1985年、Contemporary)
- Dynamics (1985年、Concord Jazz) ※with ブルース・フォアマン
- 『フォー・シーズンズ』 - Four Seasons (1985年、Timeless) ※with ボビー・ハッチャーソン、ハービー・ルイス、フィリー・ジョー・ジョーンズ
- 『ビッグ・ジャズ・トリオ』 - The Big Jazz Trio (1985年、Eastworld) ※with スタンリー・クラーク、ピーター・アースキン
- 『プレイズ・ミュージック・オブ・ガーシュウィン』 - By George: George Cables Plays The Music Of George Gershwin (1987年、Contemporary)
- Double Image (1987年、Contemporary) ※with フランク・モーガン
- Dance Of The Sun (1989年、Timeless Records) ※with エディ・マーシャル、ボビー・ハッチャーソン、ジェームズ・リアリー、マニー・ボイド
- The Jiggs Up (1990年、Capri) ※with ジグス・ウィグハム、バド・シャンク、ジョン・クレイトン、ジェフ・ハミルトン
- 『ナイト・アンド・デイ』 - Night And Day (1991年、DIW) ※with セシル・マクビー、ビリー・ハート
- At Maybeck (1994年、Concord Jazz)
- Quiet Fire (1995年、SteepleChase)
- Person To Person (1995年、SteepleChase)
- Shared Secrets (2001年、MuseFX)
- Looking For The Light (2003年、MuseFX)
- Autobiography (2004年、Reservoir) ※with ピーター・リーチ、ジェド・レヴィ、ドゥエイン・バーノ、スティーヴ・ジョンズ
- 『ライヴ・アット・ポート・タウンゼント』 - Live At Port Townsend (2005年、Challenge Jazz) ※with レッド・ミッチェル
- Raising The Standard - Live At The Jazz Standard Vol. 2 (2005年、HighNote) ※with フランク・モーガン、カーティス・ランディ、ビリー・ハート
- A Letter To Dexter (2006年、Kind Of Blue) ※with ヴィクター・ルイス、ルーファス・リード
- Live In Bollate (2006年、Musica Jazz) ※George Cables Quartet名義
- A Night In The Life - Live At The Jazz Standard Vol. 3 (2007年、HighNote) ※with フランク・モーガン、カーティス・ランディ、ビリー・ハート
- The Cocktail Hour - Absolutely George (2008年、Sharon O'Connor's MusicCooks) ※with ピーター・バーシェイ、ルイス・ナッシュ
- Morning Song (2008年、HighNote)
- You Don't Know Me (2008年、Kind Of Blue)
- Piano Vs Piano (2011年、Azzurra Music) ※with マッシモ・ファラオ
- My Muse (2012年、HighNote)
- King Arthur (2014年、Musica Jazz) ※Pepperlegacy名義。with Gaspare Pasini、Essiet Essiet、Carl Burnett
- Icons And Influences (2014年、HighNote)
- in Good Company (2015年、HighNote)
- Two For Thad - Remembering Thad Jones (2016年、Edition Longplay) ※with Gary Smulyan
- The George Cables Songbook (2016年、HighNote)
- Montreal Memories (2018年、HighNote) ※with フランク・モーガン
- I'm All Smiles (2019年、HighNote)

### ジョージ・ケイブルス・トリオ
- 『僕の好きな歌』 - Some Of My Favorite Things (1980年、Atlas)
- 『ウィスパー・ノット』 - Whisper Not (1981年、Atlas)
- 『オールド・ワイン、ニュー・ボトル』 - Old Wine, New Bottle (1982年、Atlas)
- 『スリーピング・ビー』 - Sleeping Bee (1983年、Atlas)
- 『ワンダフル L.A.』 - Wonderful L.A. (1983年、Atlas)
- Cables' Fables (1991年、SteepleChase)
- Beyond Forever (1992年、SteepleChase)
- I Mean You (1994年、SteepleChase)
- Alone Together (1995年、Groove)
- Skylark (1996年、SteepleChase)
- Dark Side, Light Side (1997年、SteepleChase)
- Bluesology (1998年、SteepleChase)
- 『アランフェスの恋人』 - Senorita De Anuerez (2001年、MELDAC)
- 『ニューヨーク・コンチェルト』 - New York Concerto (2001年、MELDAC)
- 『パリは燃えているか〜Love Songs〜』 - Is Paris Burnning? (2004年、MELDAC)
- A Letter To Dexter (2006年、Kind Of Blue)
- 『バット・ビューティフル〜シェイズ・オブ・アート』 - But Beautiful: Shades Of Art (2006年、M&I)
- The Cocktail Hour (2008年、Sharon O'Connor's MusicCooks)

### Bebop & Beyond
- Bebop and Beyond (1983年、Concord Jazz)
- Plays Thelonious Monk (1990年、Bluemoon)
- Plays Dizzy Gillespie (1991年、Bluemoon)
- Friends And Mentors (2000年、Quixotic) ※1984年録音。Mel Martin And Bebop & Beyond名義

### ザ・クッカーズ
- Cast The First Stone (2010年、Plus Loin Music)
- Warriors (2011年、Jazz Legacy Productions)
- Believe (2012年、Motéma)
- Time And Time Again (2014年、Motéma)
- The Call Of The Wild And Peaceful Heart (2016年、Smoke Sessions)